# S/S Republic
S/S Republic var ett fartyg byggt på Harland and Wolff i Belfast år 1871 för White Star Line.

## Historia

### 1871–1902
Republic som ursprungligen skulle heta Arctic avgick från Liverpool på sin jungfrufärd till New York den 1 februari 1872. Sista resan på den rutten avgick från Liverpool den 16 januari 1889. Fartyget såldes sedan till Holland America Line och döptes om till S/S Maasdam samt byggdes om på varvet G. Forrester & Co i Liverpool. Efter ombyggnaden kunde fartyget ta 150 personer i första klass, 60 i andra klass och 800 i turistklass (totalt 1 010 personer) vilket är en minskning mot de tidigare 166 i första klass och 1 000 i andra klass. Den 15 mars 1890 sattes hon in på rutten Rotterdam till New York. År 1899 genomfördes ytterligare en ombyggnad då alla förstaklasshytter byggdes om till andra klass.

### 1902–1910
Fartyget kom dock endast att gå tre år efter ombyggnaden (d.v.s. till den 6 mars 1902) då fartyget såldes till ett italienskt rederi och döptes om till Citta de Napoli. Hon sattes in mellan Genua, Neapel och New York. Hon såldes till upphuggare den 27 april 1907 och lades upp 1908, det dröjde dock till 1910 innan upphuggningen genomfördes.

## Systerfartyg
S/S Republic hade tre systerfartyg:
- RMS Oceanic
- RMS Atlantic
- S/S Baltic